# Calyptrochaeta japonica
Calyptrochaeta japonica är en bladmossart som beskrevs av Iwatsuki och Noguchi 1979. Calyptrochaeta japonica ingår i släktet Calyptrochaeta och familjen Hookeriaceae. Inga underarter finns listade i Catalogue of Life.